# Amerila vitripennis
Amerila vitripennis là một loài bướm đêm thuộc phân họ Arctiinae, họ Erebidae.